# Waldbühne Schwarzenberg

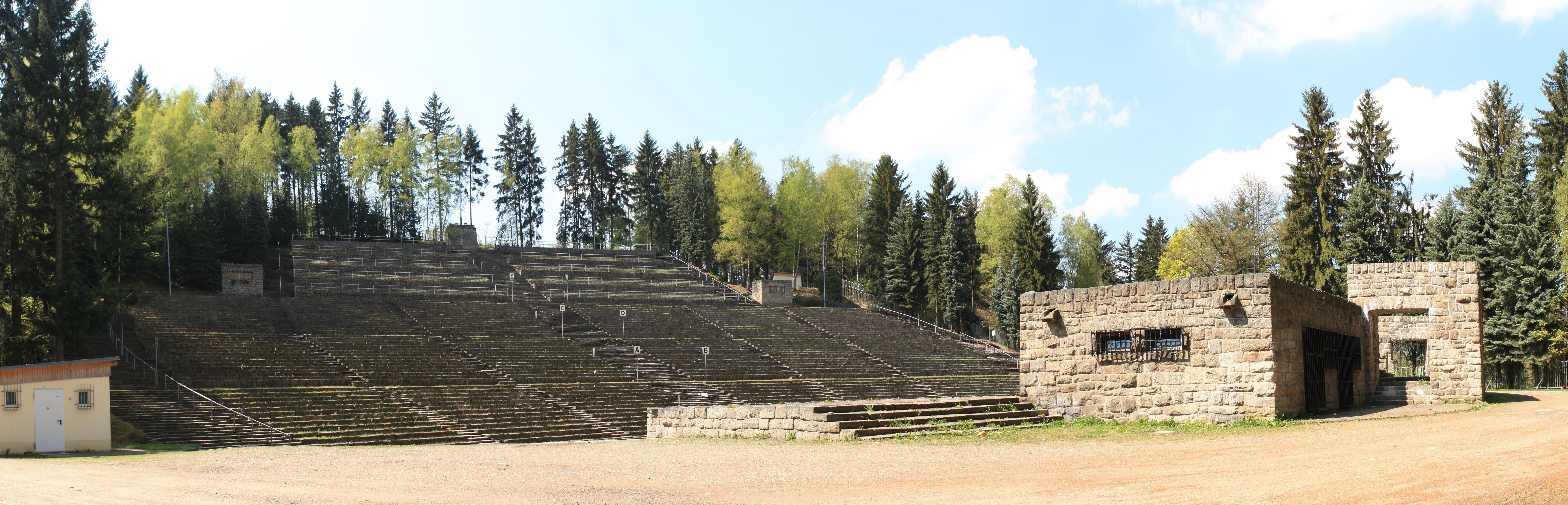
Waldbühne

Die Waldbühne Schwarzenberg im Rockelmannpark in Schwarzenberg ist mit 15.000 Plätzen die größte Freilichtbühne Sachsens und eine der größten Freiluftbühnen Deutschlands.
Sie wurde in den 1930er Jahren im Stil eines Freilichttheaters aus Granitstein auf einem alten Steinbruch nach dem Entwurf von Ludwig Moshamer erbaut. Nach der Deutschen Wiedervereinigung spielten u. a. Peter Maffay, Herbert Grönemeyer, Joe Cocker, André Rieu, Eros Ramazzotti, Howard Carpendale, Heinz Rudolf Kunze, Nazareth, The Sweet, Modern Talking, Slade auf dieser Bühne.

## Geschichte

### Gründung
An der Nordflanke des Rockelmanns, an der Stelle des alten oberen Granitsteinbruchs, entstand die damalige Feierstätte, die als Thingplatz in Anlehnung an den Versammlungszweck der Großbühne konzipiert worden war. Die geplanten Kosten lagen bei 320.000 Reichsmark einschließlich der Herstellung der Zugangsstraßen und eines Parkplatzes. Der Reichsstatthalter Martin Mutschmann führte am 21. März 1933 in Gegenwart Tausender Zuschauer den ersten feierlichen Spatenstich aus. Träger der Arbeit waren die Stadt Schwarzenberg und der freiwillige Reichsarbeitsdienst. 3.000 Kubikmeter Erdmassen und 22.000 Kubikmeter Fels waren zu bewegen.
Vier Jahre darauf, am 26. Juni 1938, wurde die Anlage als Grenzlandfeierstätte Erzgebirge eingeweiht. Das Bauwerk mit 174 Stufen war insgesamt 30 Meter hoch. Zwischen den Feierstätten der Städte Borna, Kamenz und Schwarzenberg existierte in dieser Zeit eine Feierstättengemeinschaft zur Betreibung der Spielstätten.

### Nachkriegszeit
1950 erfolgte die Umbenennung zur Großfeierstätte Wilhelm Pieck, der selbst zur Namensgebung am 10. September in Schwarzenberg anwesend war. Anlass war eine Kundgebung am Gedenktag der Opfer des Faschismus mit angeblich 50.000 Werktätigen aus dem gesamten Erzgebirge. Anfang der 1950er Jahre fanden jährlich mehrere Großveranstaltungen mit Ensembles der DDR-Streitkräfte sowie der sowjetischen und polnischen Armeen in der Feierstätte statt. Ein Großteil der Besucher waren Wismut-Kumpel, die zu diesen offiziellen Kulturveranstaltungen aus der gesamten Umgebung herangefahren wurden. Die Schwarzenberger Lokalredaktion der Volksstimme organisierte 1955 im Gasthaus zur Sonne eine erste Presseveranstaltung. Dies war der Auftakt zu einem ersten Pressefest im August 1955 im damaligen Karl-Marx-Stadt. 1958 gab es dann einen 1. Tag der Presse auf der Wilhelm-Pieck-Feierstätte mit 5.000 Zuschauern. Ein Programmpunkt war das Staatliche Volkskunstensemble der DDR. Aus den völlig eigenständigen Presseveranstaltungen der Lokalredaktion in Schwarzenberg wurde dann Mitte der sechziger Jahre eine Vorausveranstaltung am jeweiligen Mittwoch vor dem Pressefest-Wochenende in Zwickau und Karl-Marx-Stadt mit einem Programm der Konzert- und Gastspieldirektion.
Bis 1989 trafen sich DDR-Unterhaltungskünstler alljährlich in Schwarzenberg. Die restliche Zeit jeden Jahres waren kulturelle Veranstaltungen selten. Mit verschiedenen Künstlern der DDR und der sozialistischen Staaten versuchte man in den 1970er und 1980er Jahren, die Feierstätte mit Leben zu füllen. Selbst Konzerte mit Bands aus dem westlichen Ausland wurden durchgeführt. 1988 erfolgten die Feierlichkeiten zum hundertjährigen Gründungsjubiläum des Gnadauer Gemeinschaftsverbandes mit 20.000 Besuchern, darunter Gäste aus aller Welt.

### Nach der Wende
Nach der politischen Wende 1989/1990 begann im Sommer 1991 die Konzertzeit der Schwarzenberger Waldbühne unter marktwirtschaftlichen Bedingungen. Die Stadträte von Schwarzenberg beschlossen in ihrer Sitzung am 26. Mai 1993, den Namen Waldbühne Schwarzenberg als verbindliche Bezeichnung einzuführen. Der Name leitet sich aus der natürlichen Lage der Bühne ab und somit trägt die Anlage dieselbe Bezeichnung wie die Waldbühne in Berlin, die nach ähnlichen Plänen geschaffen wurde. Am 22. September 1996 trafen sich auf der Waldbühne zahlreiche bekannte Künstler zur 1732. Folge der Schlagerrevue. Das war eine Gala-Veranstaltung unter dem Titel „Das gibt’s nur einmal“ aus Anlass des 75. Geburtstages von Heinz Quermann am 10. Februar desselben Jahres, die als Coproduktion mit dem MDR-Fernsehen, das die gesamte Veranstaltung Live übertrug, produziert wurde.
Oldie-Nächte und Festivals machten die Bühne wieder bekannt und zogen Gäste nach Schwarzenberg. Radiosender und Konzertveranstalter trugen dazu bei. Besonderes Engagement zeigte dabei der Sender Radio PSR, der über mehrere Jahre Geburtstagsparties und Sommernächte mit internationalen Stars und Bands durchführte.
Mit den Konzerten von Künstlern wie Peter Maffay, Joe Cocker und Herbert Grönemeyer wurde die Schwarzenberger Waldbühne auch für Veranstalter der internationalen Konzertbranche interessant. Bis einschließlich 1996 wurde die Bühne vom Eigentümer für jede Veranstaltung einzeln an verschiedene Veranstalter vermietet.
Ab 1997 wurde ein exklusiver Betreibervertrag mit der concert concept Veranstaltungs GmbH Berlin, welche auch die Berliner Waldbühne betrieb, abgeschlossen.
Neue Vermarktungs-Chancen entwickelten sich, als man sich 1996 mit einer von der Berliner Bühne übernommenen Mega-Kino-Filmreihe versuchte.

### Gegenwart
Mit der späteren Gründung der Betriebsgesellschaft Waldbühne Schwarzenberg zusammen mit Semmel Concerts Bayreuth, einem Veranstalter, der die Schwarzenberger Waldbühne ebenfalls als Veranstaltungsstätte in den letzten Jahren bespielte, sollte eine breite Palette an Events die Bühne bereichern. Die Konzerte mit Joe Cocker, erneut Herbert Grönemeyer, Andre Rieu und Wolfgang Petry waren die Höhepunkte. Schrittweise wurde das gesamte Umfeld in mehreren Bauabschnitten rekonstruiert. Dabei wurden vom Freistaat Sachsen Fördermittel bereitgestellt. Im nahegelegenen Naturtheater wurde der Bau eines Bühnengebäudes, welches als Backstage-Bereich für die Waldbühne dient, realisiert. Moderne Zuschauertoiletten sowie eine eigene Transformatorenstation mit Notstromversorgung und Notbeleuchtung wurden eingerichtet. Der umliegende Bereich des Freizeitparks Rockelmann wurde saniert und aufgewertet.
Zum Marketing der Waldbühne bestand von 2005 bis 2007 eine Betreiber- und Vermarktungspartnerschaft mit der EmiR Entertainment GmbH in Leipzig. Neben der gemeinsamen Veranstaltungsakquise entstand ein Basiswerbekonzept zur Waldbühne Schwarzenberg. Aktuell kümmert sich die aus der Region stammende Agentur SHOW concept um die Vermarktung der Waldbühne. Mit den Oldie-Nächten und Veranstaltungen mit Howard Carpendale gelang es, an die Erfolge der 1990er-Jahre anzuknüpfen. Im Jahr 2010  war die Waldbühne mit der R.SA-Oldie-Nacht ausverkauft und auch das Sommerfestival wurde wieder belebt.
Im Jahr 2015 fanden neben der ausverkauften RSA-Oldienacht Konzerte von Peter Maffay und David Garrett statt.